# پام کرس
پام کرس (به انگلیسی: Pam Kruse) (زادهٔ ۳ ژوئن ۱۹۵۰) شناگر اهل ایالات متحده آمریکا است.